# Questrecques
Questrecques est une commune française située dans le département du Pas-de-Calais en région Hauts-de-France. Ses habitants sont appelés les Questrecquois. La commune est membre de la communauté de communes de Desvres - Samer.
Questrecques est la commune de naissance de Robert Jordens (1928-2015) dit Ch'Guss (pcd), humoriste picard du nord de la France, auteur et acteur dans La Revue Boulonnaise de 1950 à 2003.

## Géographie

### Localisation
Localisée dans l'ouest du département du Pas-de-Calais, Questrecques est une commune rurale de la vallée de la Liane située, à vol d'oiseau, à 6 km à l'ouest de la commune de Desvres et à 12 km au sud-est de la commune de Boulogne-sur-Mer (aire d'attraction et chef-lieu d'arrondissement).
Le territoire de la commune est limitrophe de ceux de cinq communes.
Les communes limitrophes sont  Baincthun, Carly, Samer, Wierre-au-Bois et Wirwignes.

### Géologie et relief
La superficie de la commune est de 5,84 km2 ; son altitude varie de 16  à   94 m.

### Hydrographie
La commune est située dans le bassin Artois-Picardie.
Le territoire communal est drainé par cinq cours d'eau :
- le fleuve côtier la Liane, cours d'eau naturel de 38 km, qui prend sa source dans la commune de Quesques et se jette dans la Manche au niveau de la commune de Boulogne-sur-Mer[4] ;

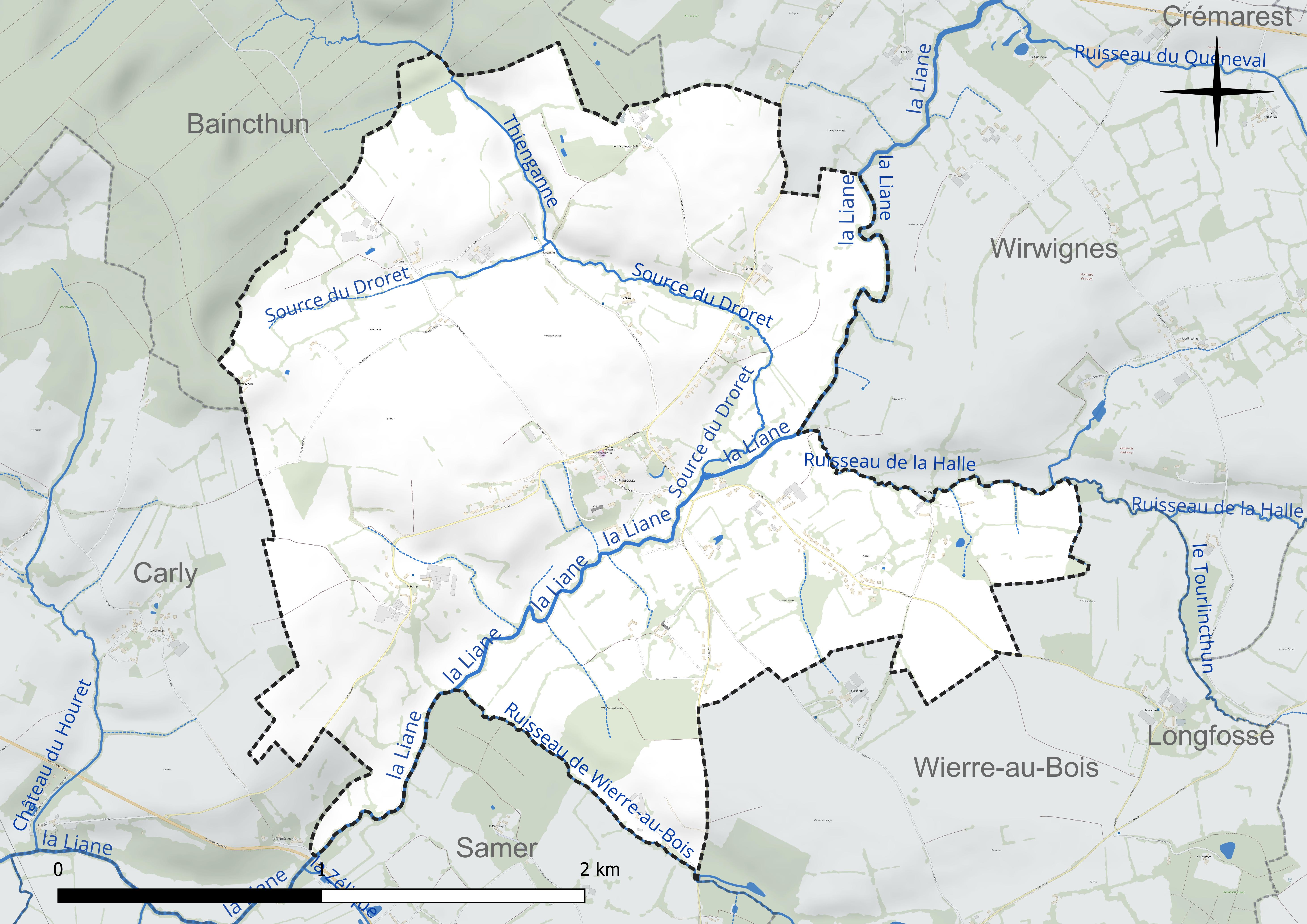
Réseau hydrographique de Questrecques.

- le ruisseau de la Halle, cours d'eau naturel non navigable de 4,65 km qui prend sa source dans la commune de Longfossé et se termine sa course au niveau de la commune[5] ;
- le ruisseau de Wierre-au-Bois, cours d'eau naturel non navigable de 3,97 km qui prend sa source dans la commune de Samer et termine sa course au niveau de la commune[6] ;
- le Thienganne, cours d'eau naturel non navigable de 2,81 km qui prend sa source dans la commune de Baincthun et termine sa course au niveau de la commune[7] ;
- la source du Droret, cours d'eau naturel non navigable de 2,81 km qui prend sa source dans la commune et se jette dans la Liane au niveau de la commune[8].

### Climat
Pour des articles plus généraux, voir Climat des Hauts-de-France et Climat du Pas-de-Calais.
En 2010, le climat de la commune est de type climat océanique franc, selon une étude du CNRS s'appuyant sur une série de données couvrant la période 1971-2000. En 2020, Météo-France publie une typologie des climats de la France métropolitaine dans laquelle la commune est exposée à un climat océanique et est dans la région climatique Côtes de la Manche orientale, caractérisée par un faible ensoleillement (1 550 h/an) ; forte humidité de l’air (plus de 20 h/jour avec humidité relative > 80 % en hiver), vents forts fréquents.
Pour la période 1971-2000, la température annuelle moyenne est de 10,4 °C, avec une amplitude thermique annuelle de 12,9 °C. Le cumul annuel moyen de précipitations est de 873 mm, avec 13 jours de précipitations en janvier et 8,3 jours en juillet. Pour la période 1991-2020, la température moyenne annuelle observée sur la station météorologique la plus proche, située sur la commune de Boulogne-sur-Mer à 12 km à vol d'oiseau, est de 11,2 °C et le cumul annuel moyen de précipitations est de 824,5 mm,. Pour l'avenir, les paramètres climatiques de la commune estimés pour 2050 selon différents scénarios d'émission de gaz à effet de serre sont consultables sur un site dédié publié par Météo-France en novembre 2022.

### Paysages
Pour un article plus général, voir Paysage en France.
La commune s'inscrit dans le « paysage boulonnais » tel que défini dans l’atlas des paysages de la région Nord-Pas-de-Calais, conçu par la direction régionale de l'Environnement, de l'Aménagement et du Logement (DREAL),.
Ce paysage qui concerne 66 communes, se délimite : au Nord, par les paysages des coteaux calaisiens et du Pays de Licques, à l’Est, par le paysage du Haut pays d’Artois, et au Sud, par les paysages Montreuillois.
Le « paysage boulonnais », constitué d'une boutonnière bordée d’une cuesta définissant un pays d’enclosure, est essentiellement un paysage bocager composé de 47 % de son sol en herbe ou en forêt et de 31 % en herbage, avec, dans le sud et l’est, trois grandes forêts, celle de Boulogne, d’Hardelot et de Desvres et, au nord, le bassin de carrière avec l'extraction de la pierre de Marquise depuis le Moyen Âge et de la pierre marbrière dont l'extraction s'est développée au XIXe siècle.
La boutonnière est formée de trois ensembles écopaysagers : le plateau calcaire d’Artois qui forme le haut Boulonnais, la boutonnière qui forme la cuvette du bas Boulonnais et la cuesta formée d’escarpements calcaires.
Dans ce paysage, on distingue trois entités : 
- les vastes champs ouverts du Haut Boulonnais ;
- le bocage humide dans le Bas Boulonnais ;
- la couronne de la cuesta avec son dénivelé important et son caractère boisé[16].

### Milieux naturels et biodiversité

#### Espace protégé
La protection réglementaire est le mode d’intervention le plus fort pour préserver des espaces naturels remarquables et leur biodiversité associée.
Dans ce cadre, la commune fait partie d'un espace protégé : le parc naturel régional des Caps et Marais d'Opale, d’une superficie de 132 499 ha réparties sur 154 communes, géré par le syndicat mixte d'aménagement et de gestion du parc naturel régional des Caps et Marais d'Opale.

#### Zones naturelles d'intérêt écologique, faunistique et floristique
L’inventaire des zones naturelles d'intérêt écologique, faunistique et floristique (ZNIEFF) a pour objectif de réaliser une couverture des zones les plus intéressantes sur le plan écologique, essentiellement dans la perspective d’améliorer la connaissance du patrimoine naturel national et de fournir aux différents décideurs un outil d’aide à la prise en compte de l’environnement dans l’aménagement du territoire.
Le territoire communal comprend deux ZNIEFF de type 1 : 
- la forêt domaniale de Boulogne-sur-Mer et ses lisières. La forêt domaniale de Boulogne-sur-Mer s’étend entre la RN 42 et la RN 1, en arrière de l’agglomération de Boulogne-sur-Mer. Elle appartient au vaste complexe bocager et forestier de la Liane et du bas-Boulonnais[19] ;
- le réservoir biologique de la Liane. La Liane est un bassin côtier qui présente un intérêt majeur autant pour les espèces holobiotiques[Note 4] que pour les migrateurs amphihalins[20].

et une ZNIEFF de type 2 :
le complexe bocager du Bas-Boulonnais et de la Liane. Le complexe bocager du bas-Boulonnais et de la Liane s’étend entre Saint-Martin-Boulogne et Saint-Léonard à l’ouest et Quesques et Lottinghen à l’est. Il correspond à la cuvette herbagère du bas-Boulonnais.

Carte des ZNIEFF de type 1 et 2 sur la commune
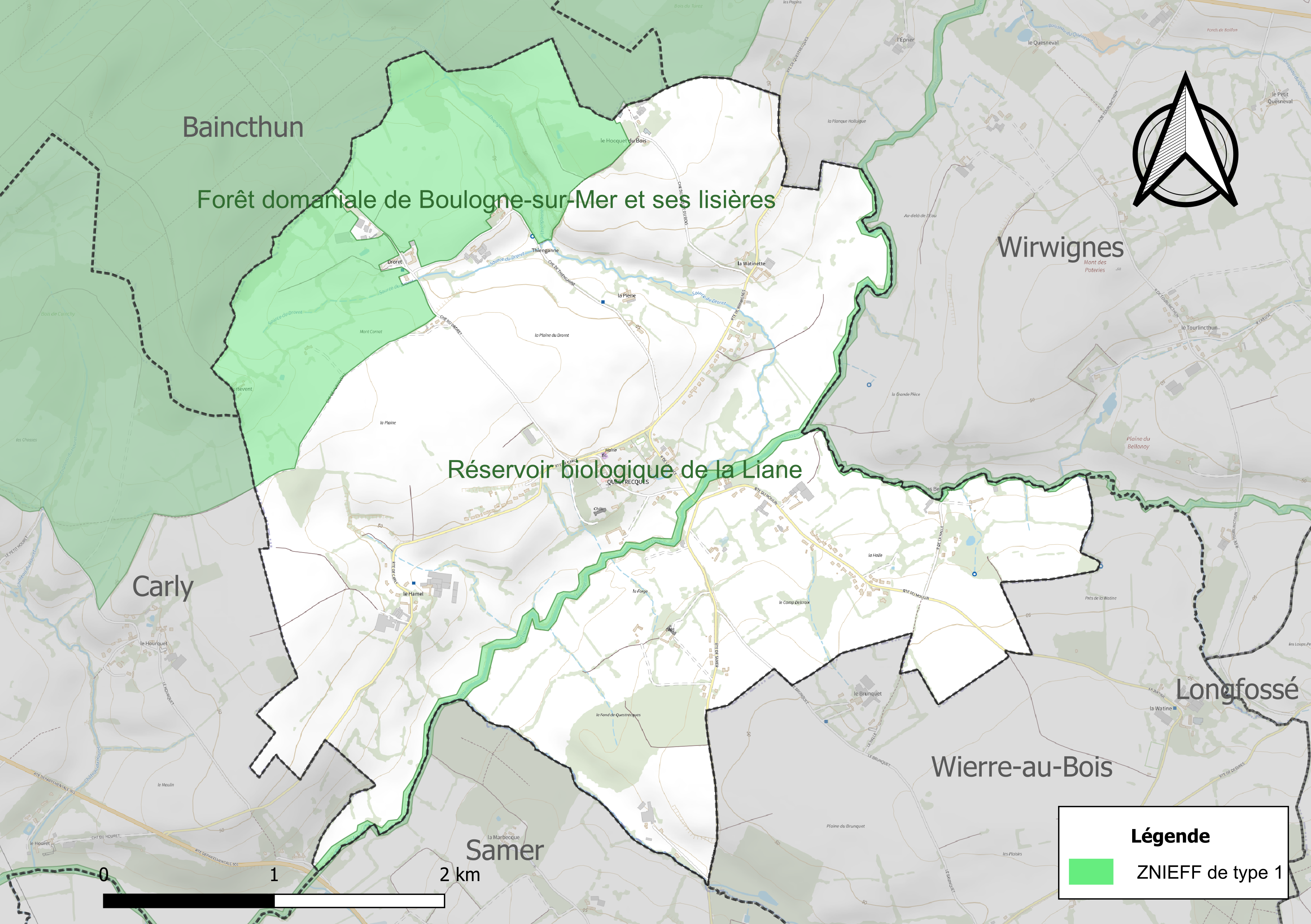
Carte des ZNIEFF de type 1 sur la commune.
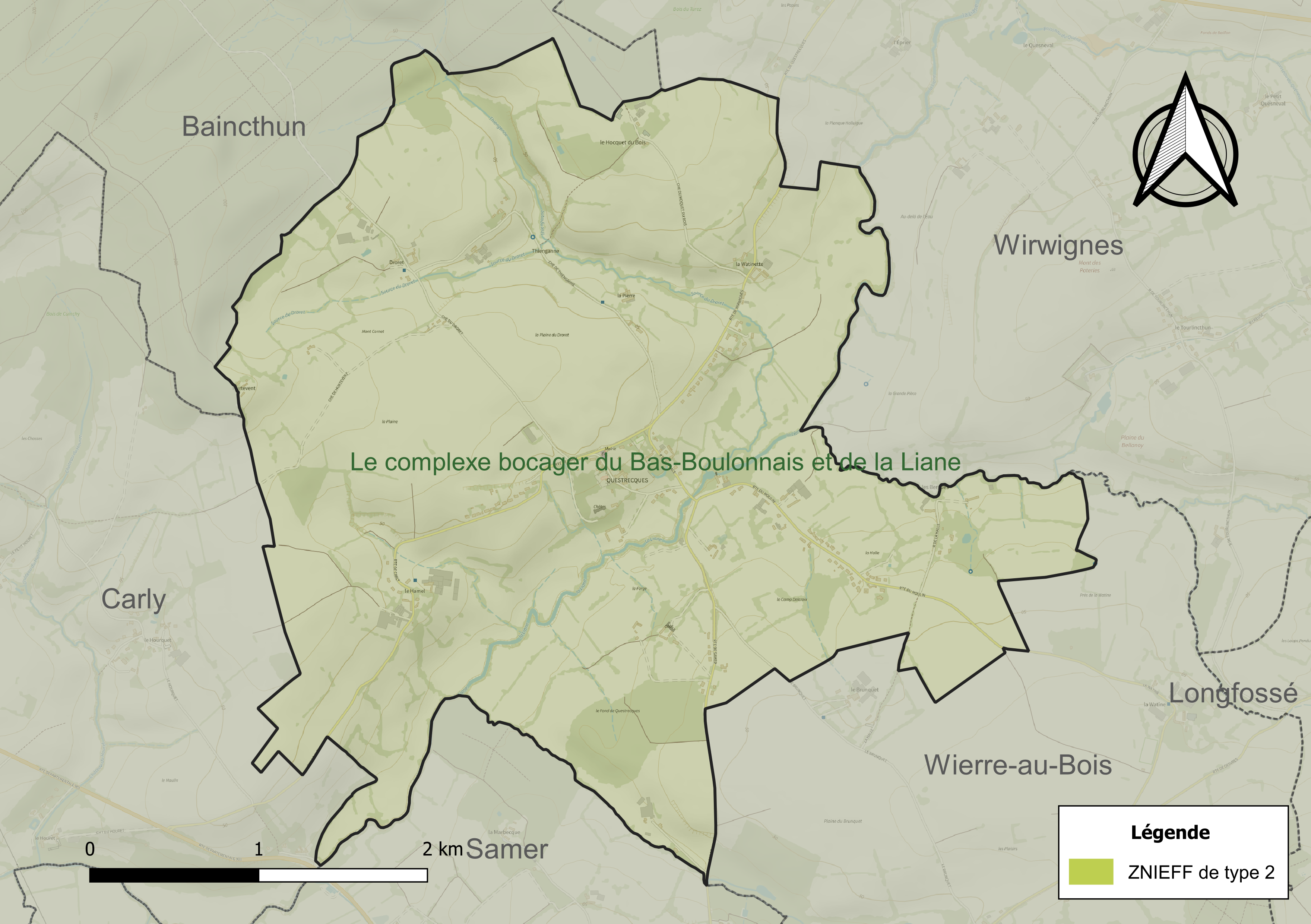
Carte de la ZNIEFF de type 2 sur la commune.

#### Espèces faunistiques et floristiques
L’Inventaire national du patrimoine naturel (INPN) recense plusieurs espèces faunistiques et floristiques sur le territoire de la commune dont certaines sont protégées et d’autres menacées et quasi-menacées.

## Urbanisme

### Typologie
Au 1er janvier 2024, Questrecques est catégorisée commune rurale à habitat dispersé, selon la nouvelle grille communale de densité à sept niveaux définie par l'Insee en 2022.
Elle est située hors unité urbaine. Par ailleurs la commune fait partie de l'aire d'attraction de Boulogne-sur-Mer, dont elle est une commune de la couronne,. Cette aire, qui regroupe 80 communes, est catégorisée dans les aires de 50 000 à moins de 200 000 habitants,.

### Occupation des sols
L'occupation des sols de la commune, telle qu'elle ressort de la base de données européenne d’occupation biophysique des sols Corine Land Cover (CLC), est marquée par l'importance des territoires agricoles (98,6 % en 2018), une proportion identique à celle de 1990 (98,6 %). La répartition détaillée en 2018 est la suivante : prairies (42 %), terres arables (39 %), zones agricoles hétérogènes (17,6 %), forêts (1,4 %). L'évolution de l’occupation des sols de la commune et de ses infrastructures peut être observée sur les différentes représentations cartographiques du territoire : la carte de Cassini (XVIIIe siècle), la carte d'état-major (1820-1866) et les cartes ou photos aériennes de l'IGN pour la période actuelle (1950 à aujourd'hui).

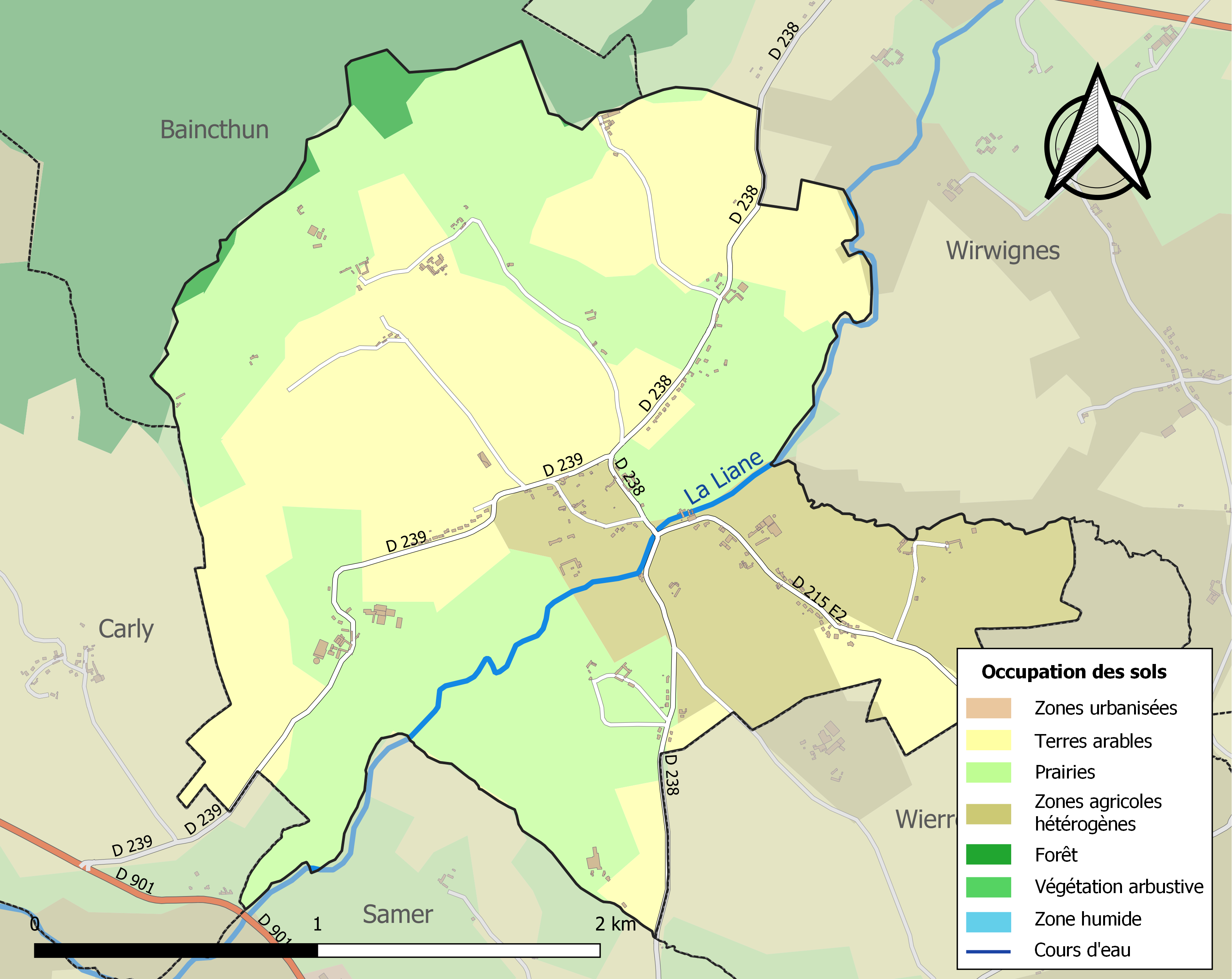
Carte des infrastructures et de l'occupation des sols de la commune en 2018 (CLC).

### Risques naturels et technologiques

#### Risque inondation
À la suite du passage des tempêtes Ciarán, Domingos et Elisa et des inondations et coulées de boue qui se sont produites, la commune est reconnue, par arrêté du 14 novembre 2023, en état de catastrophe naturelle pour inondations et coulées de boue sur la période du 2 au 12 novembre 2023, comme 179 autres communes du département.

## Toponymie
Le nom de la localité est attesté sous les formes Kestreca en 1119 ; Cestreca en 1157 ; Castreca en 1173 ; Ketreke, Kestrehe en 1199 ; Ketreka en 1209 ; Questreke (1364), Questerque (1683), Questre (1725), Questreques (1765), Quettre ou Quette en patois local au XVIIIe siècle ; Questres en 1793 et Questrecques depuis 1801.
Selon Maurits Gysseling, le nom proviendrait d'un anthroponyme gallo-romain, Castor, suivi de la forme néerlandais prise par le suffixe -acum.

## Histoire
Vers 1662 se tient la révolte des Lustucru dans le Boulonnais, en réaction à de nouveaux impôts instaurés par Louis XIV. 250 cavaliers sont envoyés. À Questrecques comme à Crémarest ou Wirwignes, des paysans s'en prennent à des officiers. Puis le mouvement prend fin avec l'envoi de 363 personnes aux galères et la suppression de privilèges à la région.

## Politique et administration

### Découpage territorial
La commune se trouve dans l'arrondissement de Boulogne-sur-Mer du département du Pas-de-Calais.

#### Commune et intercommunalités
La commune est membre de la communauté de communes de Desvres - Samer qui regroupe 31 communes et totalise 23 221 habitants en 2021.

#### Circonscriptions administratives
La commune est rattachée au canton de Desvres.

#### Circonscriptions électorales
Pour l'élection des députés, la commune fait partie de la cinquième circonscription du Pas-de-Calais.

### Élections municipales et communautaires

#### Liste des maires
| Période                                  | Période                    | Identité             | Étiquette | Qualité                                                                                |
| ---------------------------------------- | -------------------------- | -------------------- | --------- | -------------------------------------------------------------------------------------- |
| Les données manquantes sont à compléter. |                            |                      |           |                                                                                        |
|                                          | 2001                       | Raymond Noël         |           |                                                                                        |
| mars 2001                                | mai 2020                   | Jean-Claude Campagne |           | Professeur des écoles et secrétaire de mairie retraité Réélu pour le mandat 2014-2020, |
| mai 2020                                 | En cours (au 3 avril 2022) | Dominique Pâques     |           | Agriculteur retraité Élu pour le mandat 2020-2026,                                     |

## Population et société

### Démographie
Les habitants sont appelés les Questrecquois.

#### Évolution démographique
L'évolution du nombre d'habitants est connue à travers les recensements de la population effectués dans la commune depuis 1793. Pour les communes de moins de 10 000 habitants, une enquête de recensement portant sur toute la population est réalisée tous les cinq ans, les populations de référence des années intermédiaires étant quant à elles estimées par interpolation ou extrapolation. Pour la commune, le premier recensement exhaustif entrant dans le cadre du nouveau dispositif a été réalisé en 2005.

En 2022, la commune comptait 333 habitants, en évolution de +7,07 % par rapport à 2016 (Pas-de-Calais : −0,72 %, France hors Mayotte : +2,11 %).
| 1793 | 1800 | 1806 | 1821 | 1831 | 1836 | 1841 | 1846 | 1851 |
| ---- | ---- | ---- | ---- | ---- | ---- | ---- | ---- | ---- |
| 312  | 234  | 287  | 310  | 318  | 297  | 308  | 321  | 298  |

| 1856 | 1861 | 1866 | 1872 | 1876 | 1881 | 1886 | 1891 | 1896 |
| ---- | ---- | ---- | ---- | ---- | ---- | ---- | ---- | ---- |
| 270  | 303  | 300  | 282  | 262  | 238  | 280  | 245  | 243  |

| 1901 | 1906 | 1911 | 1921 | 1926 | 1931 | 1936 | 1946 | 1954 |
| ---- | ---- | ---- | ---- | ---- | ---- | ---- | ---- | ---- |
| 229  | 215  | 223  | 200  | 214  | 197  | 210  | 251  | 249  |

| 1962 | 1968 | 1975 | 1982 | 1990 | 1999 | 2005 | 2006 | 2010 |
| ---- | ---- | ---- | ---- | ---- | ---- | ---- | ---- | ---- |
| 203  | 187  | 193  | 181  | 258  | 354  | 344  | 352  | 338  |

| 2015 | 2020 | 2022 | - | - | - | - | - | - |
| ---- | ---- | ---- | - | - | - | - | - | - |
| 311  | 324  | 333  | - | - | - | - | - | - |

#### Pyramide des âges
En 2018, le taux de personnes d'un âge inférieur à 30 ans s'élève à 29,9 %, soit en dessous de la moyenne départementale (36,7 %). De même, le taux de personnes d'âge supérieur à 60 ans est de 23,4 % la même année, alors qu'il est de 24,9 % au niveau départemental.
En 2018, la commune comptait 161 hommes pour 152 femmes, soit un taux de 51,44 % d'hommes, largement supérieur au taux départemental (48,50 %).
Les pyramides des âges de la commune et du département s'établissent comme suit.
| Hommes | Classe d’âge | Femmes |
| ------ | ------------ | ------ |
| 0,0    | 90 ou +      | 0,6    |
| 7,8    | 75-89 ans    | 6,4    |
| 17,4   | 60-74 ans    | 14,6   |
| 25,7   | 45-59 ans    | 27,4   |
| 19,8   | 30-44 ans    | 20,4   |
| 10,8   | 15-29 ans    | 13,4   |
| 18,6   | 0-14 ans     | 17,2   |

| Hommes | Classe d’âge | Femmes |
| ------ | ------------ | ------ |
| 0,5    | 90 ou +      | 1,6    |
| 5,6    | 75-89 ans    | 8,9    |
| 16,7   | 60-74 ans    | 18,1   |
| 20,2   | 45-59 ans    | 19,2   |
| 18,9   | 30-44 ans    | 18,1   |
| 18,2   | 15-29 ans    | 16,2   |
| 19,9   | 0-14 ans     | 17,9   |

## Culture locale et patrimoine

### Lieux et monuments
- L'église Saint-Martin.

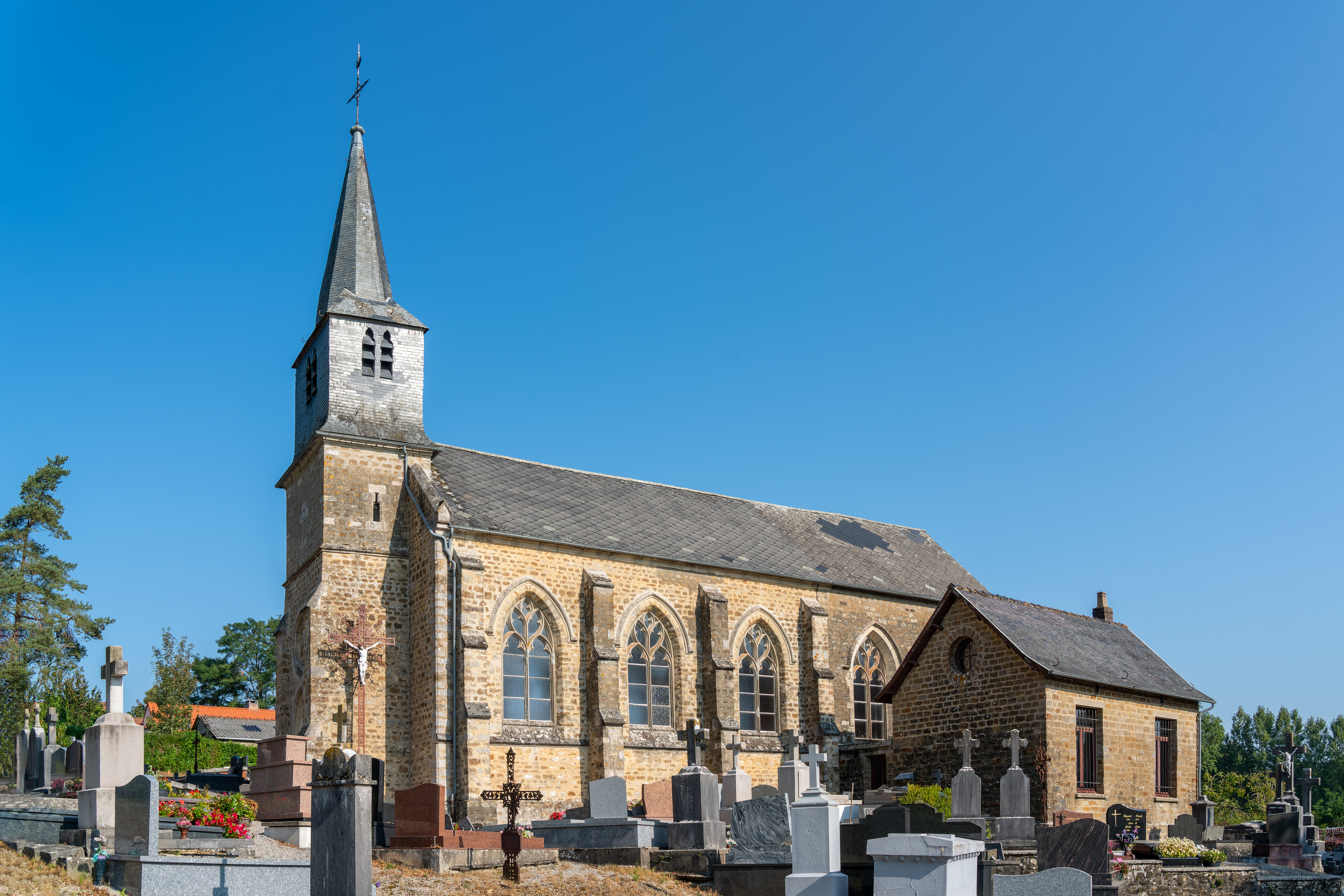
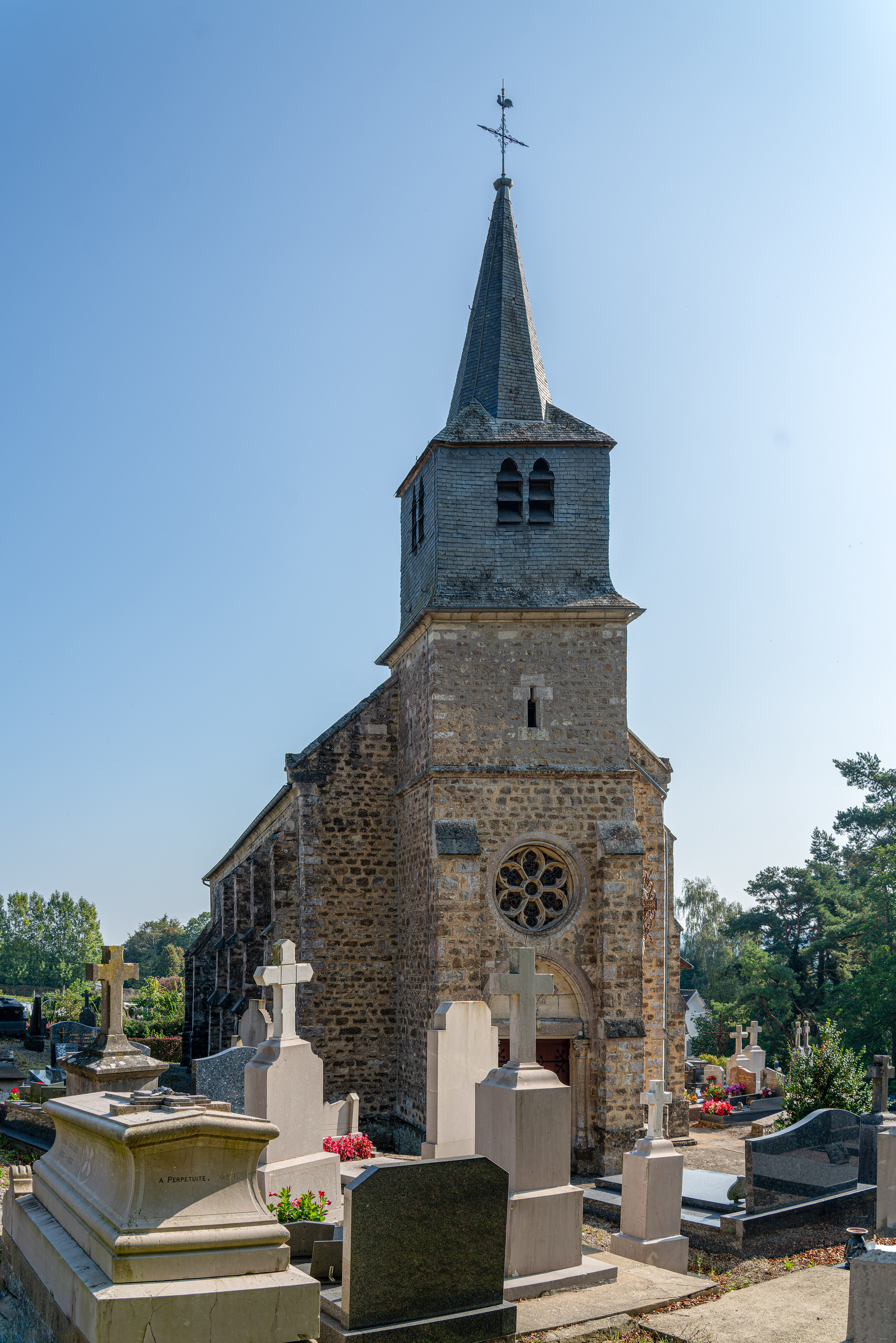
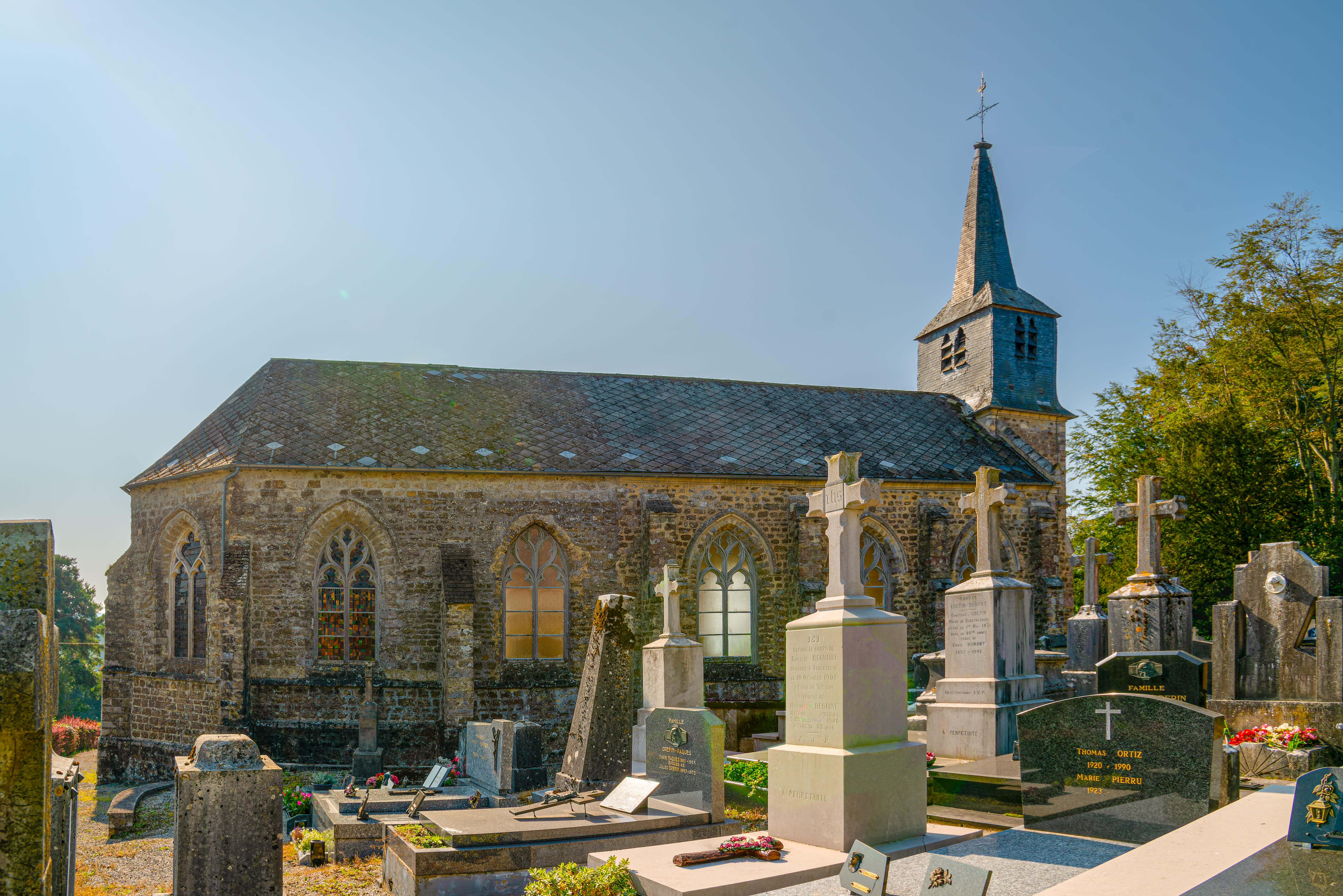
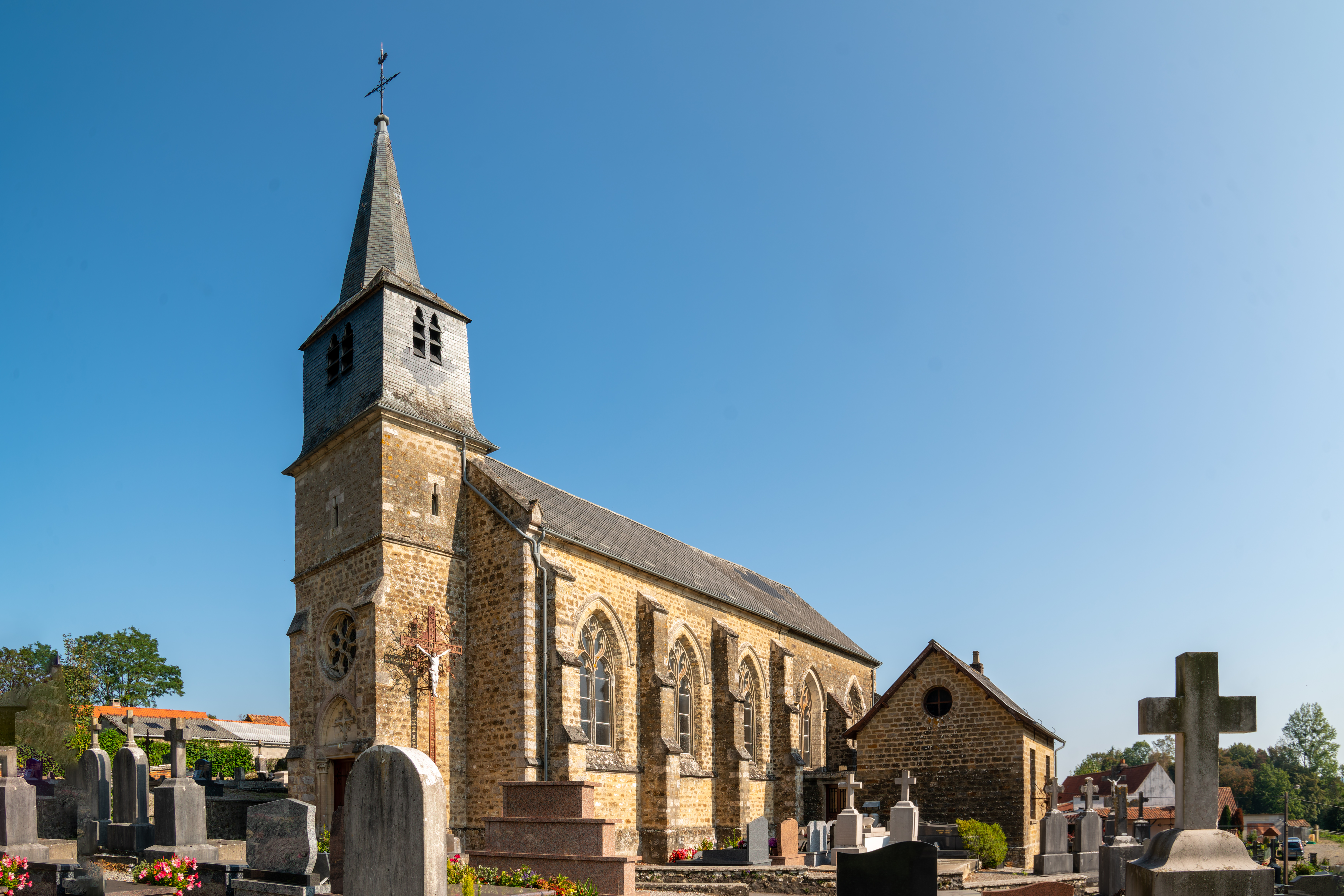

- La plaque commémorative de la Première Guerre mondiale apposée sur un pignon de l'église[41].

### Personnalités liées à la commune
- Robert Jordens (1928-2015) dit Ch'Guss (pcd) souvent appelé Ch’Guss de Questrecques, humoriste du nord de la France, auteur et acteur dans La Revue Boulonnaise de 1950 à 2003.

### Héraldique
| Blason de Questrecques | Blason  | Écartelé : aux 1er et 4e d'azur fretté d'or, accompagné de huit chausse-trappes d'argent ordonnées en orle et chargeant l'azur, les grandes pointes dirigées vers le cœur, aux 2e et 3e d'or à la croix ancrée de gueules. |
| Blason de Questrecques | Détails | Armes de Bertrand de La Haye, premier seigneur du nom à Questrecques, mort avant 1703. Le statut officiel du blason reste à déterminer.                                                                                    |

## Pour approfondir

#### Bases de données, dictionnaires et encyclopédies
- Ressources relatives à la géographie :   - Insee (communes)
  - Ldh/EHESS/Cassini
- Ressource relative à plusieurs domaines :   - Annuaire du service public français
- Notices d'autorité :   - BnF (données)